# Flughafen Deir ez-Zor

i7
i11
i13
Der Flughafen Deir ez-Zor (arabisch مطار دير الزور, IATA-Code: DEZ, ICAO-Code: OSDZ) ist ein Flughafen, der sich in Deir ez-Zor im Osten Syriens befindet. Er wurde während des Zweiten Weltkrieges unter dem französischen Völkerbundmandat als LG-416 errichtet.
Im Jahre 2010 hatte der Flughafen eine Kapazität von 600.000 Fluggästen.